# Odostomia disparilis
Odostomia disparilis är en snäckart som beskrevs av Addison Emery Verrill 1884. Odostomia disparilis ingår i släktet Odostomia och familjen Pyramidellidae. Inga underarter finns listade i Catalogue of Life.